# Федянин, Валерий Владимирович
Валерий Владимирович Федянин (12 мая 1971 — 30 сентября 2017) — офицер Военно-морского флота Российской Федерации, полковник, участник Первой чеченской войны и военной операции России в Сирии.

## Биография
Валерий Владимирович Федянин родился 12 мая 1971 года в городе Кувандыке Оренбургской области. В 1988 году окончил суворовское военное училище в городе Свердловске, после чего был призван на службу в Вооружённые Силы СССР. Учился в Ташкентском высшем общевойсковом командном училище имени В. И. Ленина, которое окончил уже после распада СССР, в 1992 году. На протяжении четверти века служил в различных частях морской пехоты Военно-морского флота Российской Федерации. Был командиром взвода, роты, начальником штаба, заместителем командира 390-го полка морской пехоты 55-й дивизии морской пехоты Тихоокеанского флота. В период Первой чеченской войны участвовал в боевых действиях, будучи командиром роты морских пехотинцев. За боевые заслуги Федянин был удостоен ордена Мужества и медали «За отвагу». В 2007 году окончил Общевойсковую академию Вооружённых Сил Российской Федерации. Командовал отдельным разведывательным батальоном, был начальником разведки дивизии морской пехоты, заместителем командира 155-й отдельной бригады морской пехоты во Владивостоке.
В 2014 году Федянин был переведён на Северный флот. Был заместителем командира 80-й отдельной мотострелковой бригады, дислоцировавшейся в посёлке Алакуртти Кандалакшского района Мурманской области. В мае 2016 года Федянин был назначен на должность командира 61-й отдельной бригады морской пехоты в посёлке Спутник Печенгского района Мурманской области. Во главе колонны своей бригады участвовал в параде на Красной площади 9 мая 2017 года.
В июне 2017 года Федянин был направлен в Сирийскую Арабскую Республику, выполнял задачи в составе группировки Вооружённых Сил Российской Федерации. 22 сентября 2017 года при его непосредственном участии осуществлялась доставка гуманитарной помощи в сирийскую мухафазу Хама. По ходу движения автомашина, в которой находился Федянин, подорвалась на заложенном на дороге взрывном устройстве (согласно некоторым публикациям, взрыв произошёл в результате попадания противотанковой управляемой ракеты). Полковник получил тяжёлые ранения рук и ног, и немедленно был отправлен в госпиталь. Когда его состояние стабилизировалось, он на самолёте был отправлен в Москву, в Главный военный клинический госпиталь имени Н. Н. Бурденко. Несмотря на усилия врачей, 30 сентября 2017 года полковник Валерий Владимирович Федянин скончался.
Похоронен на Федеральном военном мемориальном кладбище в городе Мытищи Московской области.
Указом Президента Российской Федерации полковник Валерий Владимирович Федянин посмертно был удостоен второго ордена Мужества.

## Память
- В честь Федянина назван корабль Северного флота — противодиверсионный катер типа 21980 «Грачонок»[5].
- Памятник Федянину установлен в городе Дейр-эз-Зор на берегу реки Евфрат[6].